# Мьерес, Рамон
Рамон Насарено Мьерес (исп. Ramón Nazareno Miérez; 13 мая 1997, Ресистенсия, Аргентина) — аргентинский футболист, нападающий.

## Клубная карьера
Воспитанник футбольной академии «Тигре». В 2016 году был включён в заявку основной команды. 22 марта в матче против «Ньюэллс Олд Бойз» он дебютировал в аргентинской Примере. 15 мая в поединке против «Атлетико Сармьенто» Рамон забил свой первый гол за «Тигре».